# Вали Хај (Охајо)
Вали Хај (енгл. Valley Hi) град је у америчкој савезној држави Охајо.

## Демографија
По попису из 2010. године број становника је 212, што је 32 (-13,1%) становника мање него 2000. године.
| Група             | 2000.       | 2010.       |
| Белци             | 238 (97,5%) | 200 (94,3%) |
| Афроамериканци    | 0 (0,0%)    | 3 (1,4%)    |
| Азијати           | 0 (0,0%)    | 0 (0,0%)    |
| Хиспаноамериканци | 2 (0,8%)    | 7 (3,3%)    |
| Укупно            | 244         | 212         |